# Unione Sportiva Audace
La Unione Sportiva Audace fu una squadra calcistica storica della città di Monopoli, in Puglia. Scendeva in campo con una maglia a strisce verticali bianconere.
Il suo maggior risultato fu colto nel 1947, quando giunse alla finalissima - spareggio del campionato di Serie C della Lega Interregionale Sud, gara che metteva in palio la promozione fra i cadetti della Serie B. La gara si svolse a Roma il 7 agosto contro la Nocerina, ma vide i pugliesi soccombere per quattro reti a una.
L'Audace disputò poi per diverse stagioni i campionati di IV Serie finché fu sciolta definitivamente in quanto oberata dai debiti.
In seguito il testimone del calcio monopolitano fu raccolto dall'Associazione Calcio Monopoli, società che tuttavia non ebbe nulla a che fare col defunto Audace.

## Palmarès

### Competizioni regionali
- Prima Divisione: 2

1945-1946, 1954-1955
- Campionato italiano di terza divisione: 1

1937-1938

### Altri piazzamenti
- Serie C:

Secondo posto: 1946-1947 (girone B)
- Campionato Nazionale Dilettanti:

Secondo posto: 1957-1958